# Krannerova kašna
Pomník Františka I. neboli Krannerova kašna či Hold českých stavů je stavební a výtvarná novogotická památka nacházející se v parku Národního probuzení na Smetanově nábřeží na Starém Městě v městské části a obvodu Praha 1 hlavního města Prahy.

## Historie
Nápad postavit císaři Františku I. pomník v Praze vzešel z řad Českého zemského sněmu, jehož členové o tom rozhodli už v dubnu 1835. Základní kámen byl položen v srpnu 1845; realizace se ale značně protáhla, také kvůli revolučním událostem v letech 1848/1849. Teprve dne 30. května 1850 byla v Praze na Vojtěchem Lannou starším nedávno zbudovaném (dnes Smetanově) nábřeží uprostřed malého parčíku odhalena kašna v novogotickém stylu, jejímiž autory byli architekt Josef Kranner, spolutvůrce dostavby katedrály sv. Víta, a sochař Josef Max. Do pomníku ve tvaru vysoké fiály, vyrůstající z mělké nádrže osmicípého půdorysu, byla pod baldachýn vsazena bronzová jezdecká socha císaře, okolo níž stojí v kruhu postavy představující ideální stavy (mír, hojnost) a různé obory lidské činnosti (věda, umění, průmysl, obchod, orba, hornictví). V nižším patře pak stojí sochy symbolizující všechny tehdejší české kraje a město Prahu.
Vztyčení pomníku panovníkovi, který byl symbolem reakce a potlačování všech liberálních a národních snah, vzbudilo v českých vlasteneckých kruzích nechuť; Karel Havlíček Borovský dokonce na něj napsal posměšný epigram: „Kol dokola Čechů chlouba a uprostřed stojí trouba.“
Po vyhlášení samostatného Československa byl pomník počátkem listopadu 1918 (zřejmě v reakci na stržení Mariánského sloupu) zakryt plátnem. Pomník vzal pod svou ochranu Klub Za starou Prahu a podobně jako v případě pomníku maršála Radeckého na Malostranském náměstí prosadil nejprve zakrytí pomníku a následně demontáž sochy panovníka a její přenesení na bezpečné místo, aby se předešlo jejímu zničení revolučním davem. V červnu 1919 byla jezdecká socha sňata a odstěhována do lapidária Národního muzea. V následujících desetiletích se nenašel nikdo, koho by veřejně napadlo sochu na její místo vrátit.

### Po roce 1989
Až v souvislosti s opravou kašny byla z iniciativy Vladimíra Vihana, tehdejšího starosty městské části Prahy 1 za ODS, tato jezdecká socha znovu vsazena do kašny (29. srpna 2003), protože prý je čas skončit s ideologickými pohledy na historické památky. Reinstalace sochy proběhla v tichosti a navzdory očekávání se nesetkala s výraznějším zájmem či dokonce odporem veřejnosti. Do kašny však byla vsazena jen moderní kopie, originál sochy zůstal v lapidáriu. Současně s tím byla opět do kašny přivedena voda a kašna začala opět sloužit svému původnímu účelu.